# Ауди Къп 2009
Ауди Къп е двудневен футболен турнир, организиран от Ауди по случай стогодишнината от основаването на автомобилния производител. Турнирът е проведен на 29 и 30 юли 2009 г. В него участие взимат четири отбора, а всички мачове се играят на стадион Алианц Арена в Мюнхен, Германия.

## Участници
- Манчестър Юнайтед
- Байерн Мюнхен
- Бока Хуниорс
- Милан

## Мачове

### Полуфинали
| 29 юли 2009 19:30 |

| Бока Хуниорс | 1 – 2 | Манчестър Юнайтед         |
| ------------ | ----- | ------------------------- |
| Инсуа 55'    |       | Андерсон 23' Валенсия 42' |

| Алианц Арена, Мюнхен 61 000 зрители Съдия: Волфганг Щарк (Германия) |

| 29 юли 2009 21:45 |

| Байерн Мюнхен                          | 4 – 1 | Милан     |
| -------------------------------------- | ----- | --------- |
| Мюлер 12' 90' Швайнщайгер 80' Сене 89' |       | Пирло 81' |

| Алианц Арена, Мюнхен 61 000 зрители Съдия: Гюнтер Перл (Германия) |

### Мач за трето място
| 30 юли 2009 19:30 |

| Бока Хуниорс     | 1 – 1              | Милан           |
| ---------------- | ------------------ | --------------- |
| Лукас Виатри 87' | Мач за трето място | Тиаго Силва 26' |

| Алианц Арена, Мюнхен 61 000 зрители Съдия: Петер Зипел (Германия) |

|                                     | Дузпи |                                           |
| Палермо Рикелме Инсуа Палета Виатри | 4 – 3 | Роналдиньо Пирло Янкуловски T. Силва Пато |

### Финал
| 30 юли 2009 21:45 |

| Манчестър Юнайтед | 0 – 0 | Байерн Мюнхен |
| ----------------- | ----- | ------------- |
|                   | Финал |               |

| Алианц Арена, Мюнхен 61 000 зрители Съдия: Феликс Брич (Германия) |

|                                                   | Дузпи |                                                                    |
| Гигс Андерсон Нани Евра Рууни Флечър Скоулс Еванс | 6 – 7 | Баумйохан Браафхайд Алтънтоп Пранжич Соса Отъл Бадщубер Ван Бойтен |

### Крайно класиране
| Място | Отбор             |
| ----- | ----------------- |
| 1-во  | Байерн Мюнхен     |
| 2-ро  | Манчестър Юнайтед |
| 3-то  | Бока Хуниорс      |
| 4-то  | Милан             |

## Голмайстори
2 гола
- Томас Мюлер (Байерн Мюнхен)

1 гол
- Бастиан Швайнщайгер (Байерн Мюнхен)
- Саер Сене (Байерн Мюнхен)
- Федерико Инсуа (Бока Хуниорс)
- Лукас Виатри (Бока Хуниорс)
- Андреа Пирло (Милан)
- Тиаго Силва (Милан)
- Андерсон (Манчестър Юнайтед)
- Антонио Валенсия (Манчестър Юнайтед)